# Дзеланти
Дзеланти (итал. zelanti) — понятие, в Римско-католической Церкви, применяемое к консервативным членам духовенства и их сторонникам из числа мирян с XIII века. Его конкретные коннотации менялись с каждым повторным применением ярлыка. Латинский термин относился к тем, кто проявляет рвение. Зеланти также были известны как непримиримые (итал. intransigenti).

## Первоначальное значение
В своём первоначальном применении XIII века дзеланти были теми членами францисканского ордена, которые выступали против любых изменений или послаблений Правил, сформулированных Святым Франциском Ассизским в 1221 и 1223 годах. Вследствие жёстких требований Святого Франциска относительно практики бедности его последователи разделились на две ветви: дзеланти или спиритуалы и релаксати, позднее известные как конвентуалы. Происхождение фратичелли и причину их роста внутри и за пределами францисканского ордена следует искать в истории дзеланти или «спиритуалов».

## XVIII век
В XVIII веке дзеланти были сторонниками иезуитов в длительной полемике, которая привела к уничтожению ордена иезуитов в 1767—1773 годах. На Конклаве 1774—1775 годов Коллегия кардиналов была в целом разделена на два блока: куриальный, про-иезуитский дзеланти и политический, выжидательная фракция, анти-иезуитский. Среди дзеланти были итальянские куриальные кардиналы, выступавшие против светского влияния на Церковь. Вторая группировка включала кардиналов короны католических дворов. Эти два блока никоим образом не были однородными. Дзеланти были разделены на умеренную и радикальную группировки.

## XIX век
В период понтификата Пия VII дзеланти были более радикально реакционерами, чем политиканы, и они жаждали высокоцентрализованной Церкви с ярой оппозицией секуляризующим реформам, которые привели к революции во Франции, которую либералы намеревались распространить на Папское государство. Политиканы, хотя и не были либералами, были гораздо более умеренными и предпочитали примирительный подход к решению проблем, которые новые идеологии и зарождающаяся промышленная революция создавали в начале XIX века. Дзеланти и умеренные фигурировали в Конклаве 1823 года и Конклаве 1829 года.

## XX век
В XX веке видным дзеланти был Рафаэль Мерри дель Валь (государственный секретарь Папы Пия X).